# الفرنك الجزائري
الفرنك الجزائري كان الفرنك عملة الجزائر بين عامي 1848 و1964. تم تقسيمه إلى 100 سنتيم وهو جزء من العملة النقدية في عدد من الدول، بحيث يعادل 1/100 من قيمتها أي أن 100 سنت = دولار واحد.

## التاريخ
استبدل الفرنك عملة البودجو العثمانية المستعملة في إيالة الجزائر عندما احتلت فرنسا البلاد وضمتها رسميًا إليها عام 1848. تم إعادة تقييم الفرنك الفرنسي في عام 1960 بمعدل 100 فرنك قديم = 1 فرنك جديد للحفاظ على التكافؤ. تم استبدال الفرنك الجديد مع المساواة بالدينار في عام 1964 بعد استقلال الجزائر من فرنسا في عام 1962.

## عملات معدنية
باستثناء العملات المعدنية التي تتراوح قيمتها بين 20 و50 و100 فرنك والتي صدرت بين عامي 1949 و1956، استخدمت الجزائر العملات المعدنية نفسها التي تستخدمها فرنسا متروبوليتان.

## عملات ورقية

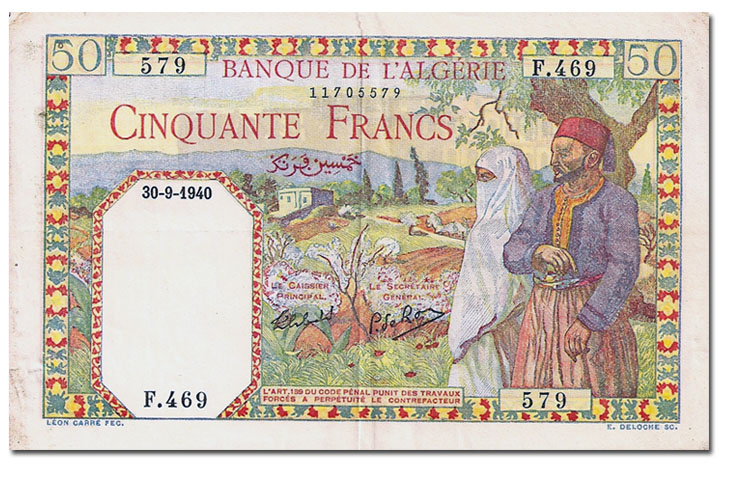
ورقة 50 فرنك جزائري

قدم بنك الجزائر مذكراته الأولى في عام 1861. تم تقديم فئات من 5 و10 و50 و100 و500 و1000 فرنك بحلول عام 1873 على الرغم من أن ذات العشرة فرنك صدرت فقط في عام 1871. وفي عام 1944، صدرت الملاحظات في اسم المنطقة الاقتصادية الجزائرية في فئات 50 سنتيم و1 و2 فرنك. قدم بنك الجزائر سندات بقيمة 10000 فرنك و5000 فرنك في عامي 1945 و1946 على التوالي.

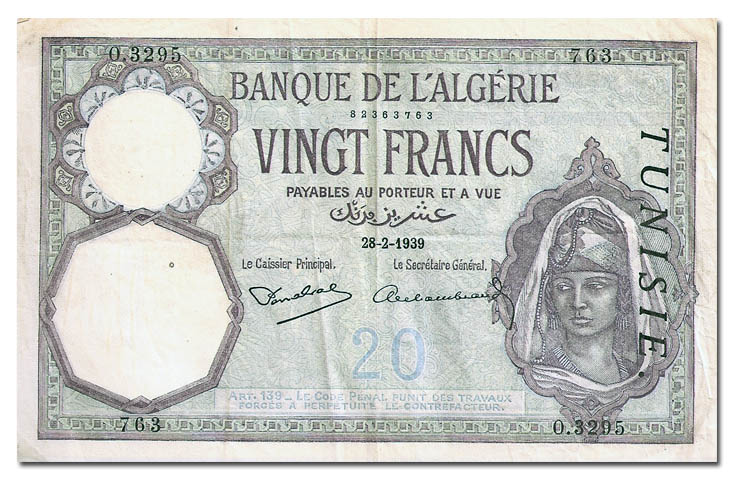
ورقة 20 فرنك جزائري

في عام 1949، بدأ بنك الجزائر وتونس إصدار السندات الورقية بمبلغ 500 و1000 و5000 و10000 فرنك. تمت طباعة الأوراق في فئة 5 و10 و50 و100 فرنك جديد في عام 1960. وقد استأنف بنك الجزائر إنتاج السندات مع إدخال الفرنك الجديد وأنتج سلسلة نهائية من السندات بمبلغ 5,10 و50 و100 فرنك جديد حتى عام 1961.